# 萧大庄
蕭大庄（534年—551年），字仁礼，梁簡文帝蕭綱第十三子。

## 母
张夫人，梁簡文帝的妃嫔，梁武帝中大通六年（534年），生蕭大庄。

## 生平
大同九年（543年），封高唐县公，食邑一千五百户。太清二年（548年），侯景围攻建康。太清三年（549年），京城陷落，梁武帝被困餓死，侯景立太子蕭綱为帝。六月壬辰（7月18日），封新兴郡王，食邑二千户。七月，出任使持节、都督南徐州诸军事、宣毅将军、南徐州刺史。
大宝二年（551年）八月，侯景废蕭綱为晋安王，遣人前往京口杀死蕭大庄，时年十八岁。